# Olympische Sommerspiele 1984/Teilnehmer (Südkorea)
| Gelbes Symbol für Goldmedaillen mit stilisierten Olympischen Ringen | Graues Symbol für Silbermedaillen mit stilisierten Olympischen Ringen | Braundes Symbol für Bronzemedaillen mit stilisierten Olympischen Ringen |
| ------------------------------------------------------------------- | --------------------------------------------------------------------- | ----------------------------------------------------------------------- |
| 6                                                                   | 6                                                                     | 7                                                                       |

Südkorea nahm an den Olympischen Sommerspielen 1984 in Los Angeles mit einer Delegation von 175 Athleten (116 Männer und 79 Frauen) an 97 Wettkämpfen in 19 Sportarten teil. Fahnenträger bei der Eröffnungsfeier war der Judoka Hy Hyoung-zoo.

## Teilnehmer nach Sportarten

### Basketball
Frauen
- Silber

- Kader
Choi Aei-young
Kim Eun-sook
Lee Hyung-sook
Jeang Myung-hee
Choi Kyung-hee
Lee Mi-ja
Kim Hwa-soon
Kim Young-hee
Moon Kyung-ja
Sung Jung-a
Park Chan-sook

### Bogenschießen
| Männer - Choi Weon-tae Einzel: 11. Platz - Jeon In-su Einzel: 22. Platz - Koo Ja-chung Einzel: 8. Platz | Frauen - Kim Jin-ho Einzel: Bronze - Park Young-sook Einzel: 17. Platz - Seo Hyang-soon Einzel: Gold |

### Boxen
Männer
- Kim Kwang-sun
Halbfliegengewicht: 1. Runde

- Heo Yeong-mo
Fliegengewicht: Viertelfinale

- Moon Sung-kil
Bantamgewicht: Viertelfinale

- Park Hyoung-ok
Federgewicht: Viertelfinale

- Chun Chil-sung
Leichtgewicht: Bronze

- Kim Dong-gil
Halbweltergewicht: Viertelfinale

- An Young-su
Weltergewicht: Silber

- An Dal-ho
Halbmittelgewicht: Achtelfinale

- Shin Joon-sup
Mittelgewicht: Gold

### Fechten
| Männer - Kim Bong-man Degen, Mannschaft: 7. Platz - Kim Sung-mun Degen, Einzel: 27. Platz Degen, Mannschaft: 7. Platz - Lee Il-hui Degen, Einzel: 34. Platz Degen, Mannschaft: 7. Platz - Min Gyeong-seung Degen, Mannschaft: 7. Platz - Yun Nam-jin Degen, Einzel: 33. Platz Degen, Mannschaft: 7. Platz | Frauen - Choi Bok-ran Florett, Einzel: 37. Platz - O Seung-soon Florett, Einzel: 21. Platz |

### Gewichtheben
Männer
- Bang Hyo-mun
Fliegengewicht. 6. Platz

- Kim Chil-bong
Bantamgewicht: 5. Platz

- Lee Myeong-su
Federgewicht: 6. Platz

- Ji Ju-hyeon
Federgewicht: DNF

- Park Chun-jong
Mittelgewicht: 8. Platz

- Park Young-jae
Mittelgewicht: 16. Platz

- Lee Gang-seok
Leichtschwergewicht: 6. Platz

- Hwang U-weon
Mittelschwergewicht: 5. Platz

- Kim Chul-hyeon
Mittelschwergewicht: DNF

### Handball
| Männer - 11. Platz - Kader An Jin-soo Choi Geun-yeon Choi Tai-sub Hwang Yo-na Kang Duck-soo Kang Jae-won Kang Tae-koo Koh Suk-chang Lee Kwang-nam Lee Sang-hyo Lim Kyu-ha Lim Young-chul Park Byung-hong Park Young-dae Shim Jung-man | Frauen - Silber - Kader Han Hwa-soo Jeong Hyoi-soon Jeung Soon-bok Kim Choon-rye Kim Kyung-soon Kim Mi-sook Kim Ok-hwa Lee Soon-ei Lee Young-ja Son Mi-na Sung Kyung-hwa Yoon Byung-soon Yoon Soo-kyung |

### Judo
Männer
- Kim Jae-yup
Ultraleichtgewicht: Silber

- Hwang Jung-oh
Halbleichtgewicht: Silber

- Ahn Byeong-keun
Leichtgewicht: Gold

- Hwang Jin-su
Halbmittelgewicht: 34. Platz

- Park Gyeong-ho
Mittelgewicht: 10. Platz

- Ha Hyoung-zoo
Halbschwergewicht: Gold

- Cho Yong-chul
Schwergewicht: Bronze

- Kim Gwan-hyeon
Offene Klasse: 9. Platz

### Kanu
Männer
- Jang Young-chul
Canadier-Zweier, 500 Meter: Hoffnungslauf

- Yun Hui-chun
Canadier-Einer, 500 Meter: Hoffnungslauf
Canadier-Zweier, 500 Meter: Hoffnungslauf

### Leichtathletik
| Männer - Chae Hong-nak Marathon: 48. Platz - Jang Jae-geun 200 Meter: Viertelfinale - Kim Bok-joo 800 Meter: Vorläufe (disqualifiziert) 1500 Meter: Vorläufe - Kim Jong-il Weitsprung: 8. Platz - Kim Ju-ryong 3000 Meter Hindernis: Vorläufe - Kim Weon-sick Marathon: 58. Platz - Lee Hong-yul Marathon: 37. Platz - Park Young-jun Dreisprung: 24. Platz in der Qualifikation - Sim Deok-seop 100 Meter: Vorläufe | Frauen - Lee Yeong-suk 100 Meter: Vorläufe - Mo Myung-hee 200 Meter: Viertelfinale |

### Moderner Fünfkampf
Männer
- Gang Gyeong-Hyo
Einzel: 45. Platz
Mannschaft: 15. Platz

- Jeong Gyeong-Hun
Einzel: 38. Platz
Mannschaft: 15. Platz

- Kim Il
Einzel: 42. Platz
Mannschaft: 15. Platz

### Radsport
| Männer - Jang Yun-ho 100 Kilometer Mannschaftszeitfahren: 20. Platz - Jo Geon-haeng 100 Kilometer Mannschaftszeitfahren: 20. Platz - Kim Chul-seok Straßenrennen: DNF 100 Kilometer Mannschaftszeitfahren: 20. Platz - Lee Jin-ok Straßenrennen: DNF 100 Kilometer Mannschaftszeitfahren: 20. Platz - Park Se-ryong Straßenrennen: 48. Platz - Shin Dae-chul Straßenrennen: DNF | Frauen - Choi Eun-suk Straßenrennen: 42. Platz - Mun Suk Straßenrennen: 43. Platz - Son Yak-seon Straßenrennen: 44. Platz |

### Ringen
Männer
- Chun Dae-je
Halbfliegengewicht, griechisch-römisch: 6. Platz

- Bang Dae-du
Fliegengewicht, griechisch-römisch: Bronze

- Park Byeong-hyo
Bantamgewicht, griechisch-römisch: 8. Platz

- Kim Weon-kee
Federgewicht, griechisch-römisch: Gold

- Lee Yeon-ik
Leichtgewicht, griechisch-römisch: 2. Runde

- Kim Young-nam
Weltergewicht, griechisch-römisch: 4. Platz

- Kim Sang-kyu
Mittelgewicht, griechisch-römisch: 8. Platz

- Son Gab-do
Halbfliegengewicht, Freistil: Bronze

- Kim Jong-kyu
Fliegengewicht, Freistil: Silber

- Kim Eui-kon
Bantamgewicht, Freistil: Bronze

- Lee Jung-keun
Federgewicht, Freistil: Bronze

- You In-tak
Leichtgewicht, Freistil: Gold

- Han Myung-woo
Weltergewicht, Freistil: 6. Platz

- Kim Tae-woo
Mittelgewicht, Freistil: 5. Platz

### Rudern
Frauen
- An Hae-eun, Kim Jung-nam, Kim Myeong-jae, Kim Young-hui & Park Hye-suk
Vierer mit Steuerfrau: 9. Platz

### Schießen
| Männer - Gwak Jung-hun Kleinkaliber, liegend: 44. Platz - Lee Eun-chul Kleinkaliber, Dreistellungskampf: 39. Platz - Park Dae-un Luftgewehr: 28. Platz - Park Jong-gil Schnellfeuerpistole: 7. Platz - Park Seung-rin Freie Pistole: 31. Platz - Seo In-taek Freie Pistole: 16. Platz - Yang Chung-yul Schnellfeuerpistole: 5. Platz - Yun Deok-ha Luftgewehr: 38. Platz Kleinkaliber, Dreistellungskampf: 32. Platz Kleinkaliber, liegend: 13. Platz | Offene Klasse - Choi Jung-ryong Trap: 41. Platz - Im Dong-kee Skeet: 33. Platz - Kim Young-jin Skeet: 36. Platz - Park Chul-seung Trap: 11. Platz | Frauen - Go Young-hui Kleinkaliber, Dreistellungskampf: 24. Platz - Kim Hye-young Sportpistole: 14. Platz - Kim Young-mi Kleinkaliber, Dreistellungskampf: 20. Platz - Lee Jung-hwa Luftgewehr: 21. Platz - Mun Yang-ja Sportpistole: 10. Platz - Park Jung-ah Luftgewehr: 11. Platz |

### Schwimmen
| Männer - Bang Joon-young 100 Meter Schmetterling: 40. Platz 200 Meter Schmetterling: 28. Platz | Frauen - Choi Yun-hui 100 Meter Rücken: 24. Platz 200 Meter Rücken: 21. Platz - Kim Jin-suk 100 Meter Freistil: 30. Platz 200 Meter Freistil: 29. Platz |

### Segeln
- Jo Jin-sup
Windsurfen: 34. Platz

### Turnen
| Männer - Chae Gwang-seok Einzelmehrkampf: 57. Platz in der Qualifikation Mannschaftsmehrkampf: 8. Platz Boden: 44. Platz in der Qualifikation Pferd: 62. Platz in der Qualifikation Barren: 45. Platz in der Qualifikation Reck: 22. Platz in der Qualifikation Ringe: 70. Platz in der Qualifikation Seitpferd: 61. Platz in der Qualifikation - Han Chung-sick Einzelmehrkampf: 27. Platz Mannschaftsmehrkampf: 8. Platz Boden: 32. Platz in der Qualifikation Pferd: 40. Platz in der Qualifikation Barren: 35. Platz in der Qualifikation Reck: 30. Platz in der Qualifikation Ringe: 60. Platz in der Qualifikation Seitpferd: 30. Platz in der Qualifikation - Jang Tae-eun Einzelmehrkampf: 13. Platz Mannschaftsmehrkampf: 8. Platz Boden: 48. Platz in der Qualifikation Pferd: 48. Platz in der Qualifikation Barren: 21. Platz in der Qualifikation Reck: 25. Platz in der Qualifikation Ringe: 30. Platz in der Qualifikation Seitpferd: 43. Platz in der Qualifikation - Ju Young-sam Einzelmehrkampf: 52. Platz in der Qualifikation Mannschaftsmehrkampf: 8. Platz Boden: 56. Platz in der Qualifikation Pferd: 63. Platz in der Qualifikation Barren: 46. Platz in der Qualifikation Reck: 37. Platz in der Qualifikation Ringe: 46. Platz in der Qualifikation Seitpferd: 51. Platz in der Qualifikation - Lee Jung-sick Einzelmehrkampf: 28. Platz Mannschaftsmehrkampf: 8. Platz Boden: 64. Platz in der Qualifikation Pferd: 53. Platz in der Qualifikation Barren: 25. Platz in der Qualifikation Reck: 12. Platz in der Qualifikation Ringe: 46. Platz in der Qualifikation Seitpferd: 38. Platz in der Qualifikation - Nam Seung-gu Einzelmehrkampf: 56. Platz in der Qualifikation Mannschaftsmehrkampf: 8. Platz Boden: 36. Platz in der Qualifikation Pferd: 56. Platz in der Qualifikation Barren: 53. Platz in der Qualifikation Reck: 34. Platz in der Qualifikation Ringe: 68. Platz in der Qualifikation Seitpferd: 48. Platz in der Qualifikation | Frauen - Lee Jung-hui Einzelmehrkampf: 30. Platz Boden: 54. Platz in der Qualifikation Pferd: 40. Platz in der Qualifikation Stufenbarren: 48. Platz in der Qualifikation Schwebebalken: 62. Platz in der Qualifikation - Sim Jae-young Einzelmehrkampf: 64. Platz in der Qualifikation Boden: 63. Platz in der Qualifikation Pferd: 50. Platz in der Qualifikation Stufenbarren: 65. Platz in der Qualifikation Schwebebalken: 48. Platz in der Qualifikation |

### Volleyball
| Männer - 5. Platz - Kader Gang Du-tae Gang Man-su Jang Yun-chang Jung Eui-tak Kim Ho-chul Lee Beom-zoo Lee Jong-gyeong Lee Yong-seon Mun Yong-gwan No Jin-su Yang Jin-ung You Jung-tak | Frauen - 5. Platz - Kader Han Gyeong-ae Im Hye-suk Kim Jung-soon Kim Ok-soon Lee Eun-gyeong Lee Myeong-hui Lee Un-im Lee Young-seon Park Mi-hui Yun Jung-hye |

### Wasserspringen
Männer
- Park Jong-ryong
Turmspringen: 20. Platz in der Qualifikation